# Dr. med. Fabian – Lachen ist die beste Medizin
Dr. med. Fabian – Lachen ist die beste Medizin ist eine deutsche Filmkomödie von Harald Reinl aus dem Jahr 1969. In den Hauptrollen agieren Hans-Joachim Kulenkampff und Martin Held, in tragenden Rollen Maria Perschy, Gisela Uhlen und Agnes Windeck.

## Handlung
Oberarzt Dr. Paul Fabian arbeitet in der chirurgischen Abteilung einer Klinik, die von Chefarzt Dr. Spalke geleitet wird. Paul ist bei den Medizinstudenten beliebt, die teilweise auch während des regelmäßigen Golfspiels der beiden Ärzte geprüft werden. Eines Tages wird Henriette Gambaroff wegen einer anstehenden Blinddarmoperation in die Klinik gebracht. Paul schwindelt vor Spalke, dass die Patientin eine ausgezeichnete Golfspielerin sei und Spalke operiert sie. Wenig später macht er der attraktiven Endvierzigerin einen Heiratsantrag und kurz darauf geht er seine sechste Ehe ein. Henriette bringt die spätpubertierende Susanne mit in die Ehe. Während der Flitterwochen soll Paul auf die junge Frau aufpassen.
Paul ist seit Jahren mit Dr. Inge Vollmer zusammen, wehrt sich aber erfolgreich gegen eine Heirat. Susanne wiederum setzt alles daran, Paul zu erobern, führt ihn mit Inge in einen Tanzclub aus und zieht schließlich bei ihm ein. Paul kann sie bald um einen Gefallen bitten. Die Patientin Frau Dorn verweigert eine dringend nötige Schilddrüsenoperation, sieht sie nach einem Streit mit ihrem Sohn Joachim doch keinen Sinn mehr im Leben. Paul sucht Joachim auf, der das Studium abgebrochen hat und eine zweifelhafte Freundin besitzt. Er macht ihm klar, wie es um seine Mutter steht. Mit Susanne schmiedet er einen Plan: Sie besucht zusammen mit Joachim dessen Mutter und gibt sich als Joachims neue Freundin aus. Joachim wiederum verspricht seiner Mutter, das Studium fortzusetzen. Aus Spaß wird ernst: Joachim schreibt sich tatsächlich zum Studium in Freiburg ein und Susanne verliebt sich in Joachim. Beide wollen heiraten und auch der aus den Flitterwochen kommende Spalke gibt am Ende sein Einverständnis.
Für Paul gehen ebenfalls einige Dinge gut aus: Er hatte eine hochschwangere Frau aus einem Taxi in sein Haus gebracht, wo sie ein Kind zur Welt brachte. Sie wollte weder den Vater des Kindes nennen, noch Auskunft zu ihrer Familie machen. Am nächsten Tag war sie verschwunden und Paul brachte das Baby mit in die Klinik, wo es weiter versorgt wurde. Einige Zeit später wurde die Frau nach einem Selbstmordversuch mit einem gebrochenen Bein in die Klinik gebracht. Nachforschungen von Spalke ergeben, dass es sich bei ihr um die Konsulstochter Renate Lürsen handelt. Deren Beziehung war von der Familie abgelehnt und sie verstoßen worden. Spalke lässt Konsul Lürsen in die Klinik kommen und staucht ihn zusammen, habe er seinen Enkel doch gar nicht verdient. Lürsen ist überwältigt, wusste er doch nichts von seinem Enkelkind. Es kommt zur Versöhnung von Vater und Tochter. Paul wiederum wird Spalkes Klinik verlassen und Chefarzt in Heidelberg werden – und nimmt Dr. Inge Vollmer als Ehefrau an seiner Seite mit.

## Produktion, Veröffentlichung
Der Film wurde vom 11. Juni bis 17. Juli 1969 im damaligen Klinikum Steglitz (heute: Charité Campus Benjamin Franklin) in West-Berlin sowie in den CCC-Studios gedreht. Hans-Joachim Kulenkampff war nach Drei Mann in einem Boot aus dem Jahr 1961 zum ersten Mal wieder in einem Kinofilm zu sehen. In der Zwischenzeit war er durch die Fernsehshow Einer wird gewinnen bundesweit populär geworden und auch Dr. med. Fabian – Lachen ist die beste Medizin enthält zahlreiche Verweise auf die Fernsehshow: Die Erkennungsmelodie der Sendung wird eingespielt, als „Paul“ einen Vorlesungssaal betritt. Martin Jente, der in EWG den Butler Kulenkampffs spielt, hat eine Nebenrolle als Butler der Königliche Hoheit genannten Patientin – bei der Visite merkt „Paul“ an, dass ihm das Gesicht des Butlers bekannt vorkomme.
Reinl hatte die Regie des Films übernommen, da ihm im Gegenzug die Verwirklichung seines gewünschten Projektes Erinnerungen an die Zukunft zugesagt worden war.
Die Herstellungsleitung hatte Fritz Klotzsch, die Kostüme entwarf Ingrid Zoré. Die Filmbauten stammen von Paul Zerbel. 

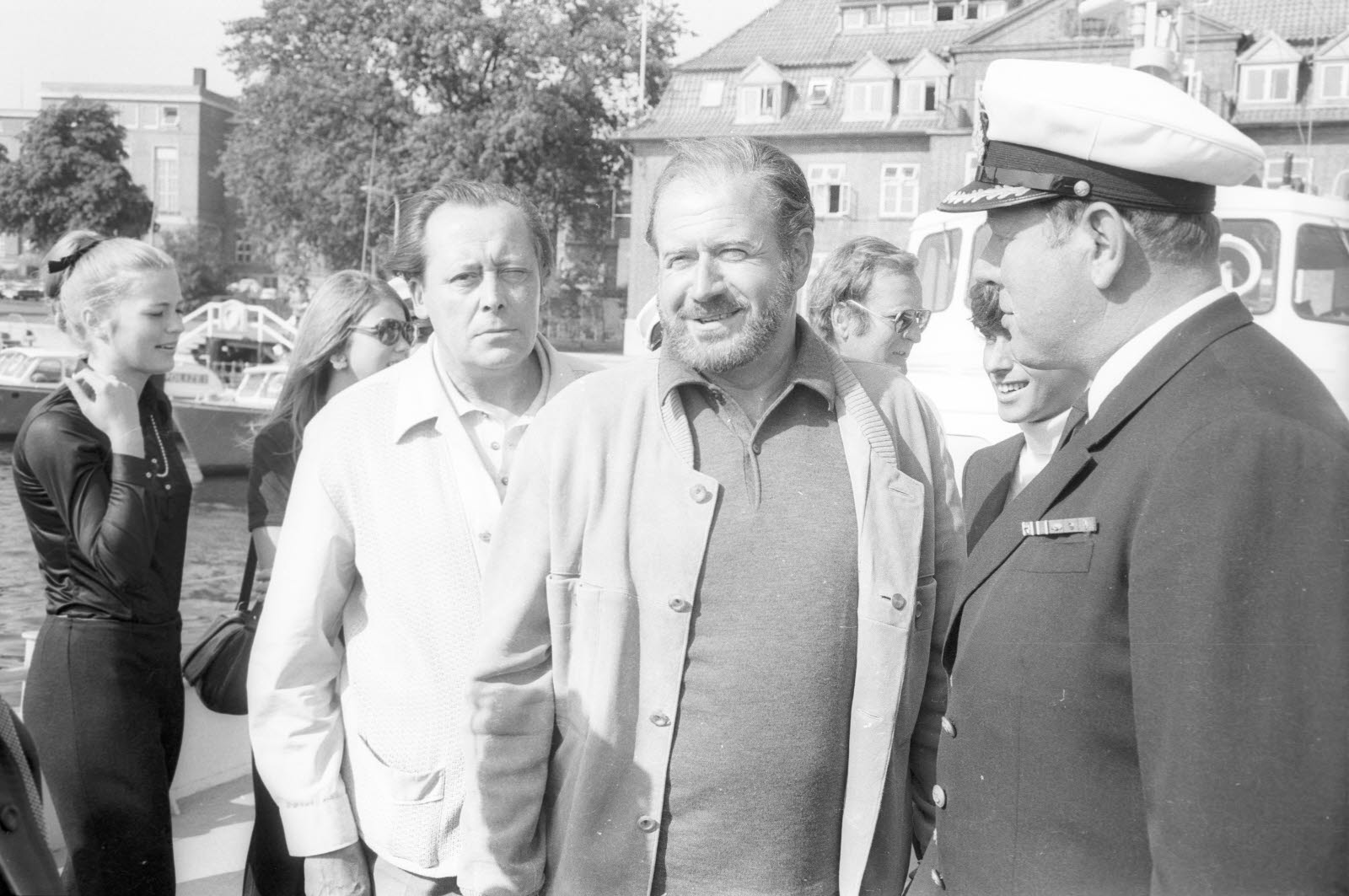
Hans Joachim Kulenkampff (Mitte) bei einem Besuch in Kiel zur Premiere seines Films. Links neben ihm Martin Jente

Der Film erlebte am 16. September 1969 im Berliner Gloria-Palast seine Premiere. In Dänemark wurde er am 9. August 1971 unter dem Titel Latter er den bedste medicin veröffentlicht. Der internationale Titel lautet: Dr. Fabian: Laughing Is the Best Medicine. Die Ufa gab den Film am 12. März 2007 auf DVD heraus.

## Kritik
Für den film-dienst war Dr. med. Fabian – Lachen ist die beste Medizin eine „rosarot optimistische Komödie mit unterschiedlich zündenden Gags und einem starken Schuß Sentimentalität.“ Auch der Evangelische Film-Beobachter hält nicht viel von dem Streifen: „Klischeebeladener Film über Ärzte, Liebe, Klinik und brave Studenten. Lieblos und schludrig gemacht und vorwiegend unkomisch.“
Der Kritiker Falk Schwarz schrieb, es solle nicht unterschlagen werden, dass einige Szenen wirklich gelungen seien – „die Intubation, der Golf‚kurs‘, die Szenen mit Agnes Windeck“. Dass „Humor heilen hilft“, sei „denkbar, dass er heilt, einfach Komödienblödsinn. Held und Kulenkampff liefern sich nette Wortgefechte und bedienen alle Vorurteile aus dem zynischen Alltag der Chirurgen: zum Beispiel, dass vor jeder Operation der Skalpellführende den Witz des Tages erzählt. Und keiner ruft: Schnauze!“